# Austroneophellia luciae
Austroneophellia luciae is een zeeanemonensoort uit de familie Isanthidae.
Austroneophellia luciae is voor het eerst wetenschappelijk beschreven door Zamponi in 1978.